# Candelabro di Paracas
Il Candelabro di Paracas, chiamato anche Candelabro delle Ande o El Candelabro (il Tridente), è un geoglifo pre-incaico trovato nella facciata superiore della Penisola di Paracas, a 150 m dalla baia della Provincia di Pisco nella Ica del Perù. Il disegno, correlato alle linee di Nazca, è stato intagliato a 60 cm dal suolo, ed è lungo 170 m per 60, grande abbastanza da essere visto a 19 km sul mare.
L'epoca dell'edificazione del geoglifo è ignota, ma il vasellame ivi trovato dall'archeologa peruviana Maria Reche, che ha studiato il sito per sei mesi negli anni '50, è datato in radiocarbonio nel 200 a.C., ai tempi della cultura Paracas; le pietre ivi presenti potrebbero essere state aggiunte più avanti nel tempo. Nel 2016, il geoglifo è stato dichiarato sito nazionale del Perù, di preciso incluso nella Riserva nazionale di Paracas, e una legge locale vieta ogni danno a qualsiasi monumento archeologico, pena dai tre ai sei anni di carcere.